# 核心的利益
核心的利益（かくしんてきりえき、中国語：核心利益）とは、国家主権、安全保障、領土の保全および自国の開発に関する中華人民共和国の国家利益を指す政治的な用語。

## 概要
2009年7月の米中戦略経済対話において戴秉国国務委員は、核心的利益として以下の三点を語った。
1. 国家主権と領土保全（国家主権和領土完整）
  - 台湾問題
  - 一つの中国原則
  - チベット独立運動問題
  - 東トルキスタン独立運動問題
  - 南シナ海問題（九段線・南海諸島）
  - 尖閣諸島問題
2. 国家の基本制度と安全の維持（維護基本制度和国家安全）
3. 経済社会の持続的で安定した発展（経済社会的持続穏定発展）

## 参照
- かくしんてきりえき【核心的利益】の意味 - 国語辞書 - goo辞書